# Kanal A
Kanal A è il secondo canale televisivo commerciale privato della Slovenia.
Il palinsesto è costituito da serie e film statunitensi. Caratteristica di Kanal A, per quanto attiene ai film e ai telefilm statunitensi trasmessi, è la sottotitolazione in lingua slovena.

## Principali programmi
- Altair v Zvezdolandiji
- Azteški kralj
- Astro Tv
- Blažen med ženami
- Budva na morski peni
- Chop Socky Chooks
- CSI - NY
- Everlasting Blockbuster
- Glasbeni mikser
- Johnny Test
- Kako sem spoznal vajino mamo
- Kate in Mim-Mim
- Magazin Lige prvakov
- Masters of Illusion
- Monsuno
- Mumija
- Napihnjenci
- Na robu teme
- Naša mala klinika
- Norci na delu
- Očkoti
- Operacija Delta
- Pazi, kamera!
- Phantom Investigators
- Pop Corn TV Crazy Hidden Camera
- Podli fantje 2
- Policisti v Los Angelesu
- Puščica
- Regular Show
- Rescue Me
- Semafor
- Scooby-Doo Mystery Inc.
- Šerifova pravica
- ŠKL - šport mladih
- Terminator
- Top Gear
- Spot Centra
- Svet
- I Favolosi Beekman Boys
- Teenage Mutant Ninja Turtles
- Veliki pokovci
- Walker, Texas Ranger
- What's New Scooby-Doo
- Yu-Gi-Oh!
- Zvit in prebrisan